# Linda Sue Park
Linda Sue Park (린다 수 박; Urbana, 25 marzo 1960) è una scrittrice statunitense d'origine coreana, specializzata in letteratura per ragazzi.

## Biografia
Linda  Park nasce il 25 marzo 1960 a Urbana, nell'Illinois, dall'analista informatico Eung Won Ed e dall'insegnante Susie Kim, coreani immigrati negli Stati Uniti negli anni '50.
Dopo la laurea all'Università di Stanford, lavora come addetta alle pubbliche relazioni per una grande compagnia petrolifera prima di lasciare l'impiego e trasferirsi in Irlanda e sposarsi.
Tornata negli Stati Uniti nel 1990, dove svariati mestieri quali l'insegnante d'inglese e la giornalista enogastronomica; esordisce nella narrativa nel 1999 con il romanzo Seesaw Girl.
Autrice di numerosi romanzi e libri illustrati per ragazzi particolarmente apprezzati dalla critica (Medaglia Newbery nel 2002), vive e lavora con la famiglia a Rochester, nello stato di New York.

## Opere

### Romanzi
- Seesaw Girl (1999)
- The Kite Fighters (2000)
- A Single Shard (2001)
- When My Name Was Keoko (2002)
- Project Mulberry (2005)
- Archer's Quest (2006)
- Keeping Score (2008)
- Un lungo cammino per l'acqua (A Long Walk to Water, 2010), Milano, Mondadori, 2011 traduzione di Gianna Guidoni ISBN 978-88-04-60560-7.
- The Chronicles of Harris Burdick (2011)

### Serie Le 39 chiavi
- Sull'orlo della tempesta (Storm Warning, 2010), Milano, Piemme, 2013 traduzione di Simona Mambrini ISBN 978-88-566-1084-0.
- Trust No One (2012)

### Trilogia Wing e Claw
- Forest of Wonders (2016)
- Cavern of Secrets (2017)
- Beast of Stone (2018)

### Libri illustrati
- Mung-Mung: A Foldout Book of Animal Sounds (2004)
- The Firekeeper's Son (2004)
- Yum! Yuck!: A Foldout Book of People Sounds From Around the World (2005)
- Bee-bim Bop (2005)
- What Does Bunny See?: A Book of Colors and Flowers (2005)
- Tap Dancing on the Roof: Sijo Poems (2007)
- The Third Gift (2011)
- Xander's Panda Party (2013)
- Yaks Yak: Animal Word Pairs (2016)

### Antologie
- Click: One novel ten authors (2007)

## Premi e riconoscimenti
- Medaglia Newbery: 2002 vincitrice con A Single Shard